# Ropica lombokensis
Ropica lombokensis là một loài bọ cánh cứng trong họ Cerambycidae.